# 2005년 슐레스비히홀슈타인 주의회 선거
2005년 슐레스비히홀슈타인 주의회 선거는 슐레스비히홀슈타인 주의원 69명을 선출하기 위해 2005년 2월 20일 진행되었다. 당초 여론조사에서는 사민당이 주정부를 수성할 것으로 예측되었으나 1당 확보에 실패해 기민련에게 넘겨주게 되었다. 이 선거로 게르하르트 슈뢰더 총리의 권력 누수가 가속화되었다.